# Rhamdia velifer
Rhamdia velifer är en fiskart som först beskrevs av Alexander von Humboldt 1821.  Rhamdia velifer ingår i släktet Rhamdia och familjen Heptapteridae. Inga underarter finns listade i Catalogue of Life.